# Franz Xaver Wagner (Erfinder)
Franz Xaver Wagner (* 20. Mai 1837 in Heimbach bei Neuwied; † 8. März 1907 in New York City) war ein deutscher Konstrukteur und Erfinder. 

## Biografie

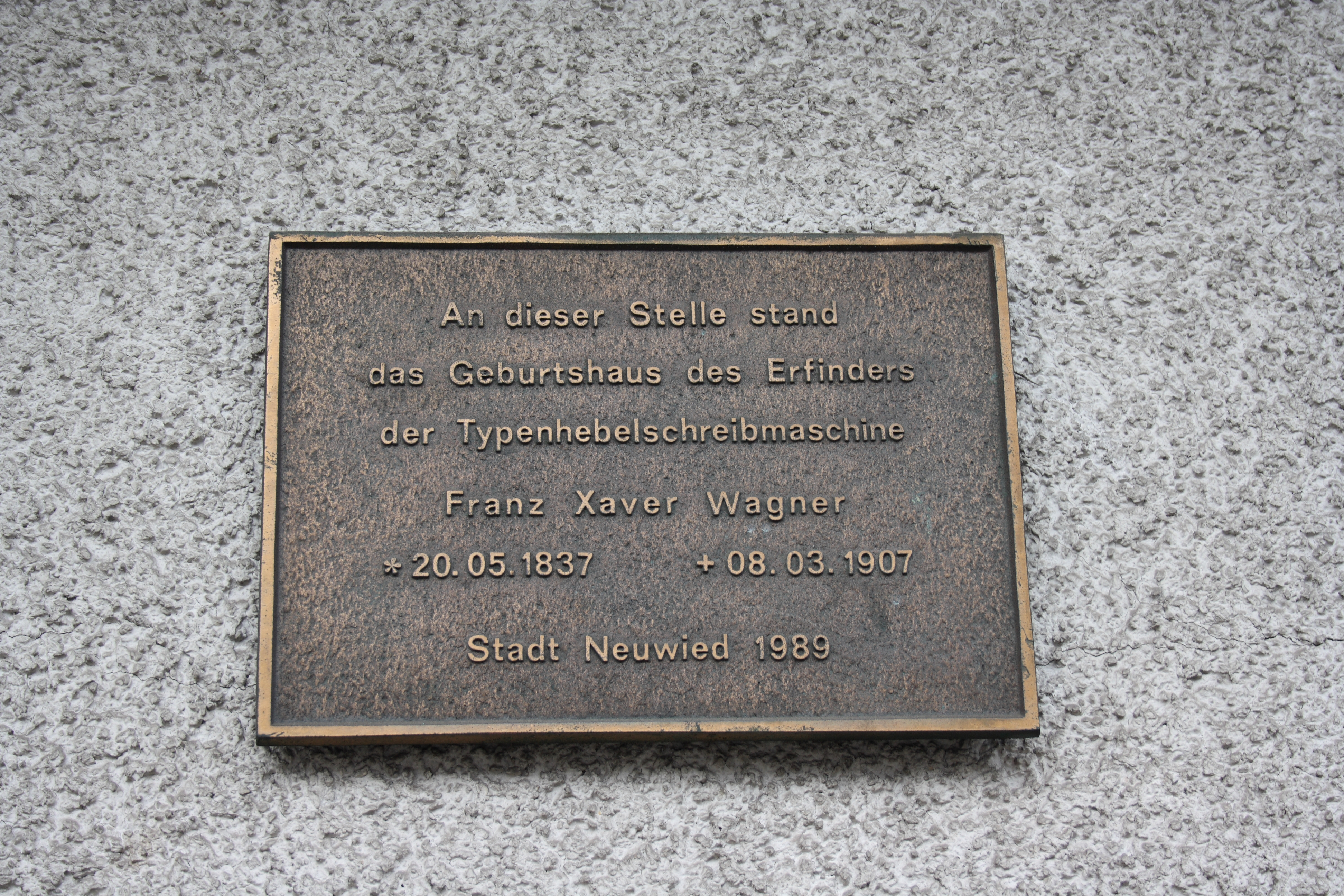
Gedenktafel für Franz Xaver Wagner in Heimbach-Weis

Im Alter von sieben Jahren verlor Wagner seine Mutter Maria Wagner (geb. Wertgen), mit 12 seinen Vater Simon Wagner. Mit 18 bestand er in Neuwied die Gesellenprüfung als Mechaniker. Anschließend ging er auf Wanderschaft, um seine Kenntnisse zu vertiefen. In Stuttgart entwickelte er 1860 eine Nähmaschine, die er fabrikmäßig herstellte und verkaufte.
1864 wanderte er nach Amerika aus, arbeitete dort als Mechaniker und entwickelte einen Wasserdurchsatzmesser, also eine Wasseruhr. Er machte sich selbständig und tüftelte in seiner Werkstatt an mechanischen Verbesserungen für die damals noch unvollkommenen und komplizierten Schreibmaschinen.
1890 gelang ihm der Durchbruch: Zusammen mit seinem Sohn Hermann erfand er das sogenannte Wagnergetriebe für eine Typenhebelschreibmaschine. Das Wagnergetriebe überträgt die Kraft der angeschlagenen Taste über einen Zwischenhebel an einen in ein Segment eingehängten Typenhebel, der dadurch um 90° von der Horizontalen in die Vertikale schwingt, um die Type auf die Schreibwalze zu schlagen. In Fachkreisen wird das Wagnergetriebe auch Schwinghebelgetriebe genannt.
Bis zur Erfindung des Wagnergetriebes schlugen die Typen der meisten Modelle von unten gegen das Papier, sodass man das gerade Geschriebene nicht lesen und eventuelle Fehler nicht sofort korrigieren konnte. Um kontrollieren zu können, musste der Wagen mit der Schreibwalze angehoben werden.
In den folgenden Jahren erfand Wagner unter anderem die Zeilenschaltung mit Schrittvorwahl, die automatische Tastenwiederholung sowie den Zeilenrichter in ihrer noch heute nahezu unveränderten Form. Die meisten Erfindungen ließ sich Wagner patentieren. 1898 geriet er jedoch in finanzielle Schwierigkeiten und verkaufte seine gesamten Patente und Herstellungsrechte an die Underwood-Typewriter Company von John T. Underwood. Nach Wagners System wurden alle Schreibmaschinen bis in die 1950er Jahre gebaut. Nach nunmehr weit über einem Jahrhundert ist diese prinzipielle Bauart noch immer maßgeblich für mechanische Schreibmaschinen mit Typenhebeln.
Mit seiner Frau Sophia  hatte Wagner fünf Kinder: Annie (* 1866), Hermann (* 1870), William (* 1871), Frank (* 1874) und Sophia (* 1876).
1904 besuchte Wagner ein letztes Mal seine Heimat, ehe er 1907 in New York starb. Sein Sohn Hermann starb schon ein Jahr später. Seine genialen Ideen brachten ihm weder Ruhm noch Gewinn. Sein Grab ist verschollen und eventuelle Nachfahren sind nicht auffindbar. Dank seiner zahlreichen visionären und ideenreichen Erfindungen kann Franz Xaver Wagner jedoch als einer der genialsten Mechaniker seiner Zeit genannt werden.
In Heimbach-Weis erinnert in der Hauptstraße 92 eine Tafel an sein Geburtshaus. Bedingt durch den regionalen Bezug zu Neuwied Heimbach-Weis hat es sich das Landesmuseum Koblenz zur Aufgabe gemacht, eine Sammlung aufzubauen, die sich mit der Entwicklung der Schreibmaschine als technisches Gerät beschäftigt.

## Übersicht der wichtigsten Erfindungen
| Patent    | Eingereicht | Erteilt    | Erfindung                                                                                                  |
| --------- | ----------- | ---------- | --- |
| US364556A | 28.01.1880  | 07.06.1887 | Zeigerschreibmaschine mit einer Typentrommel                                                               |
| US454692A | 19.12.1889  | 23.06.1891 | Schreibmaschine, bei der die Typen noch von unten anschlagen                                               |
| US497560A | 27.06.1892  | 16.05.1893 | Schreibmaschine mit Rundsegment, Anschlag der Typen von unten                                              |
| US523698A | 27.04.1893  | 31.07.1894 | Schreibmaschine mit Segmentkorb, Anschlag der Typen von vorne                                              |
| US559345A | 04.10.1894  | 28.04.1896 | Verbesserung der Schreibmaschine durch das Schwinghebelgetriebe (Wagnergetriebe)                           |
| US633672A | 07.07.1897  | 26.09.1899 | Verbesserung der Schreibmaschine durch einen Farbbandantrieb mit Umsteuerung und beweglicher Farbbandgabel |